# Okręg pirocki
Okręg pirocki (serb. Pirotski okrug / Пиротски округ) – okręg we wschodniej Serbii, w regionie Serbia Centralna.

## Podział administracyjny
Okręg dzieli się na następujące jednostki:
- miasto Pirot
- gmina Babušnica
- gmina Bela Palanka
- gmina Dimitrovgrad

## Demografia
- Serbowie – 89 985 (76,96%)
- Bułgarzy – 7 313 (6,25%)
- Jugosłowianie – 745 (0,64%)
- Macedończycy – 123 (0,11%)
- Gorani – 64 (0,05%)